# (31588) Harrypaul
1999 FT33 (asteroide 31588) é um asteroide da cintura principal. Possui uma excentricidade de 0.03663820 e uma inclinação de 5.34769º.
Este asteroide foi descoberto no dia 19 de março de 1999 por LINEAR em Socorro.